# Operação Red Wings
A Operação Red Wings (em pt-br: Operação Asas Vermelhas), (muitas vezes chamada incorretamente de Operação Redwing ou Operação Red Wing), informalmente conhecida como Batalha de Abbas Ghar, foi uma operação militar conjunta conduzida pelos Estados Unidos no nas montanhas de Sawtalo Sar, no vale Korangal, distrito de Pech, província de Kunar, Afeganistão. Foi realizado do final de junho a meados de julho de 2005 nas encostas de uma montanha chamada Sawtalo Sar, situado a aproximadamente 32 km a oeste da capital da província de Asadabad. A operação pretendia interromper as atividades das milícias anticoligação (ACM) locais alinhadas com os Talibã, contribuindo assim para a estabilidade regional e facilitando assim as eleições parlamentares de setembro de 2005 para a Assembleia Nacional do Afeganistão. Naquele momento, as atividades do ACM talibã na região era levada a cabo predominantemente por um pequeno grupo liderado por um homem local da província de Nangarhar conhecido como Ahmad Shah, que tinha aspirações de alcançar proeminência regional entre os fundamentalistas muçulmanos. Consequentemente, Shah e seu grupo foram um dos principais alvos da operação militar americana.
A Operação Red Wings foi concebida pelo 2º Batalhão, 3º Fuzileiros Navais (2/3) do Corpo de Fuzileiros Navais dos Estados Unidos com base em um modelo operacional desenvolvido pelo batalhão irmão de 2/3, o 3º Batalhão, 3º Fuzileiros Navais (3/3), que precedeu o 2/3 em seu desdobramento de combate. Utilizou unidades e recursos das forças de operações especiais (SOF), incluindo membros dos SEALs da Marinha dos Estados Unidos e do Comando de Operações Especiais do Exército dos Estados Unidos (USASOC), o 160.º Regimento de Aviação de Operações Especiais (160º SOAR), conhecidos como Night Stalkers, para a fase de abertura da operação. Uma equipe de quatro Navy SEALs encarregada de vigiar e reconhecer um grupo de estruturas conhecidas por serem usadas por Shah e seus homens, foram emboscados por Shah e seu grupo poucas horas depois de entrarem na área por meio de corda rápida de um helicóptero MH-47 Chinooks. Três dos quatro SEALs foram mortos durante a batalha que se seguiu, e um dos dois helicópteros da força de reação rápida (QRF) enviados para ajudá-los foi abatido por um RPG-7 disparado pelos insurgentes de Shah, matando todos os oito SEALs da Marinha e todos os oito aviadores de Operações Especiais do Exército a bordo.
A operação então ficou conhecida como Red Wings II e durou aproximadamente mais três semanas, durante o qual os corpos dos SEALs e aviadores de Operações Especiais do Exército caídos foram recuperados e o único membro sobrevivente da equipe SEAL inicial, Marcus Luttrell, foi resgatado. Embora o objetivo da operação tenha sido parcialmente alcançado Shah se reagrupou no país vizinho Paquistão e retornou com mais homens e armamentos, impulsionado pela notoriedade que ganhou com sua emboscada e abate de helicóptero durante a Red Wings. Em agosto de 2005, Shah ficou gravemente ferido e seu grupo foi destruído durante a Operação Whalers na província de Kunar. Em abril de 2008, Shah foi morto por tropas paquistanesas durante um tiroteio na província paquistanesa de Khyber Pakhtunkhwa.

## Origem do nome
Quando o 2/3 pegou o modelo da Operação Stars e desenvolveu suas especificidades o oficial de operações do 2/3, Major Thomas Wood, instruiu um oficial assistente de operações, primeiro-tenente Lance Seiffert, a redigir uma lista de nomes de times de hóquei. O 2/3 continuaram o uso de nomes de times de hóquei para grandes operações. A lista de Seiffert incluiu dez equipes, e o batalhão escolheu o quarto nome da lista, "Red Wings", desde os três primeiros, New York Rangers, Chicago Blackhawks e New Jersey Devils, cada um poderia ser mal interpretado como uma referência às unidades militares atualmente no Afeganistão na época.
O nome foi amplamente distorcido como Operação Redwing e às vezes Operação Red Wing, sendo que a Operação Redwing foi uma série de testes de armas nucleares de 1956. Este erro começou com a publicação do livro Lone Survivor: The Eyewitness Account of Operation Redwing and the Lost Heroes of SEAL Team 10, que foi escrito por Patrick Robinson baseado em entrevistas com Marcus Luttrell.
Os 2/3 eventualmente abandonaram esta convenção de nomenclatura por sensibilidade à população local, optando em vez de usar nomes na língua dari para animais, incluindo Pil (elefante) e Sorkh Khar (burro vermelho).

## Antecedentes e desenvolvimento

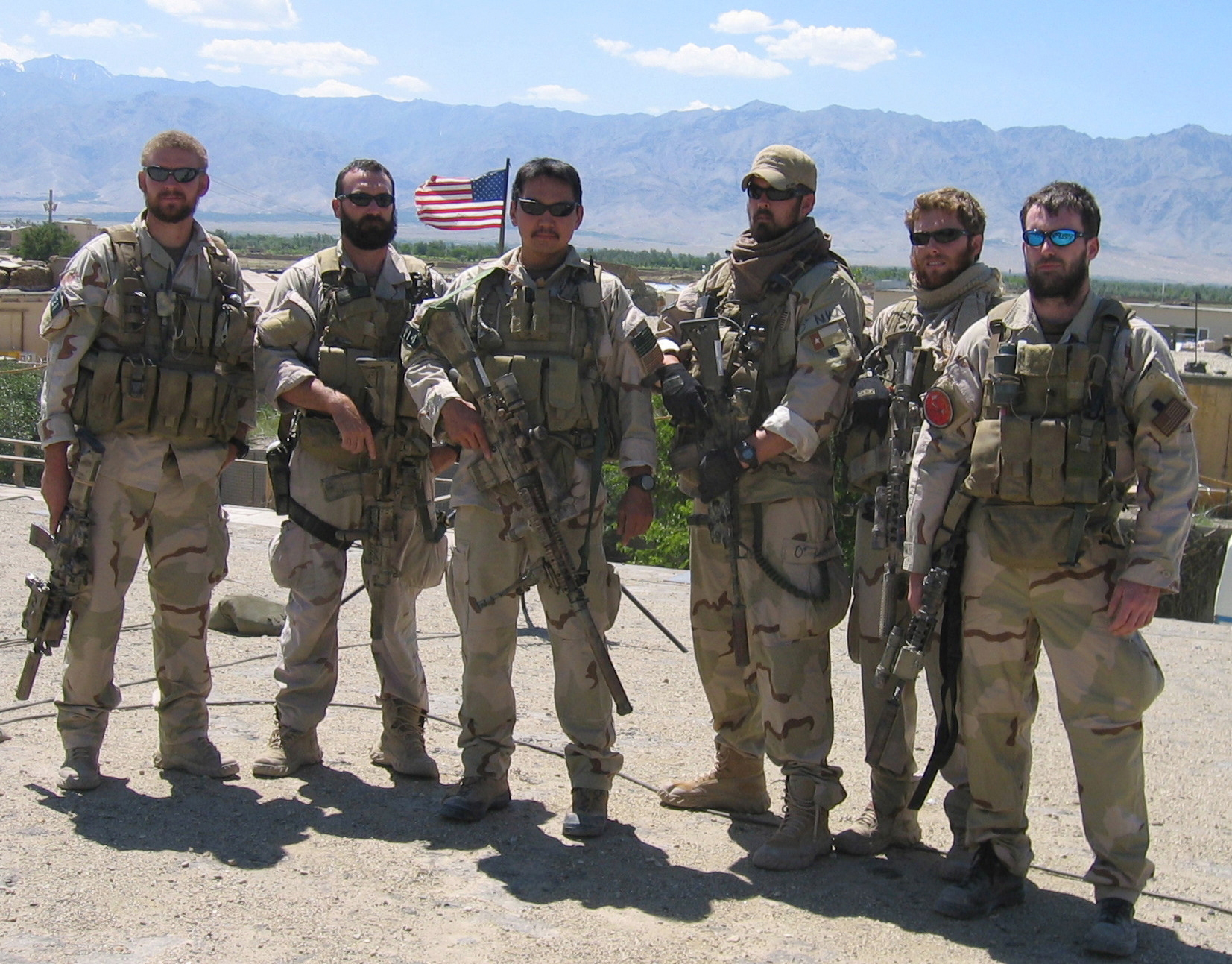
Da esquerda para a direita: SEALs antes da Operação Red Wings (da esquerda para a direita): Matthew Axelson, Daniel R. Healy, James Suh, Marcus Luttrell, Eric S. Patton, Michael P. Murphy

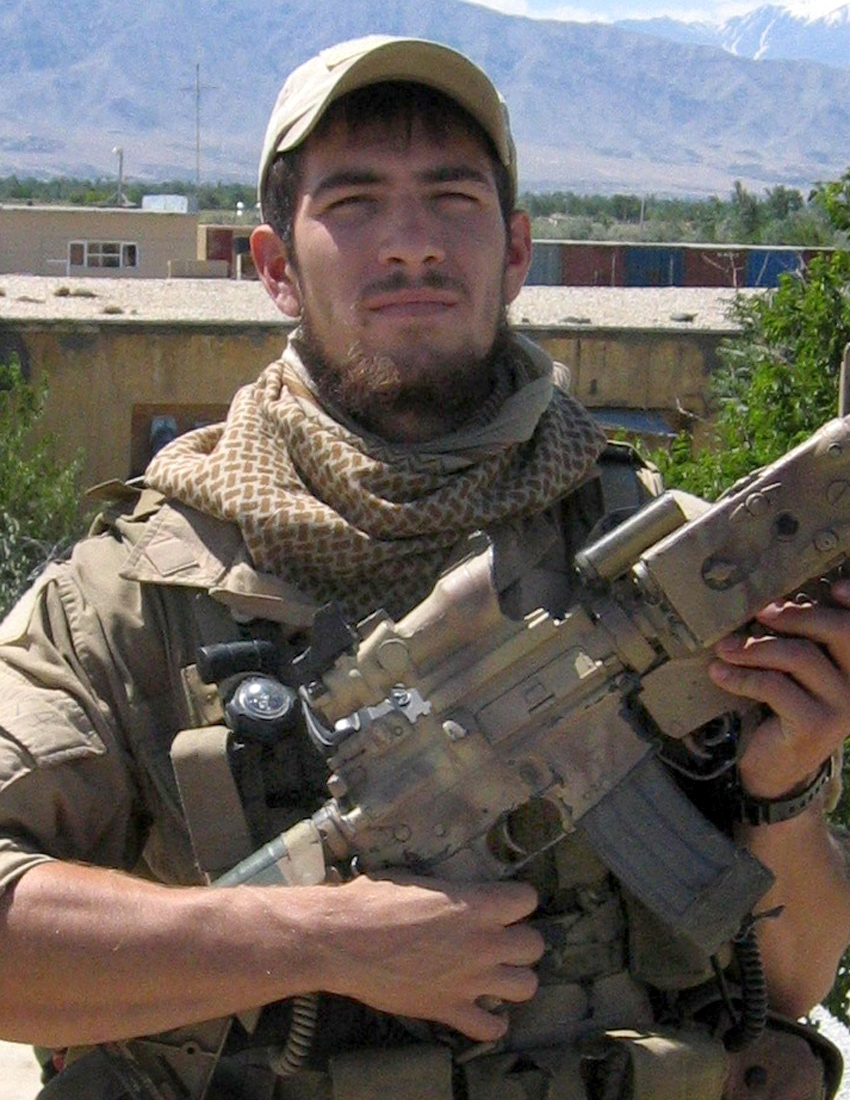
SEAL Danny Dietz

Após a invasão inicial do Afeganistão em 2001, as operações militares dos Estados Unidos e dos parceiros da coligação passaram de operações “cinéticas” para operações de natureza contrainsurgente. Um dos principais objetivos da coligação no Afeganistão até 2004 era a construção da nação, isto é, proporcionar um ambiente de segurança conducente ao estabelecimento e crescimento de um governo democraticamente eleito, bem como apoio a infraestruturas. Um marco importante nesta campanha foram as eleições parlamentares nacionais afegãs de 18 de setembro de 2005. Embora muitas das províncias do Afeganistão tivessem nesta altura ambientes de segurança estáveis, uma das mais inquietas continuou a ser a província de Kunar, que fica no leste do Afeganistão, na fronteira com o Paquistão. Para que os resultados eleitorais sejam vistos como legítimos pelos cidadãos do Afeganistão e do mundo em geral, todas as eleições em todo o país teriam de decorrer "livres" (sem influência externa, quer das forças americanas e da coligação, quer dos talibãs e das forças antiamericanas e da coligação), incluindo as de Kunar.
A atividade insurgente na província de Kunar durante este período veio de 22 grupos identificados, alguns dos quais tinham laços tênues com o Talibã e a Al-Qaeda, enquanto a maioria era pouco mais do que criminosos locais. Esses grupos eram conhecidos coletivamente como milícia anticoalizão (ACM), e o traço comum entre todos foi uma forte resistência à unificação do país e à subsequente presença crescente de entidades governamentais nacionais em Kunar. Isto representaria uma ameaça às suas atividades, algumas das quais incluíam a tentativa de ajudar um neo-Talibã ressurgente e o contrabando de madeira. Com o objetivo de eleições bem sucedidas em Kunar, as operações militares na área concentraram-se principalmente na interrupção da atividade da ACM e estas operações militares utilizaram uma série de unidades e construções operacionais diferentes para atingir este objetivo.

### Operações anteriores e modelo
O 3/3, que foi destacado para o Comando Regional Leste (que incluía a província de Kunar) no final de 2004 para conduzir operações de estabilidade e contrainsurgência em apoio à Operação Enduring Freedom, identificou uma série de barreiras operacionais devido à doutrina do Comando de Operações Especiais para o trabalho de contrainsurgência do batalhão na área. Estas barreiras incluíam a não partilha de informações com o batalhão e a não divulgação de ataques iminentes por unidades de operações especiais na área. Para mitigar estes problemas o estado-maior de 3/3 desenvolveu um modelo operacional que integrou unidades das forças de operações especiais nas suas operações, permitindo o compartilhamento de inteligência entre o batalhão e as forças de operações especiais, bem como mantendo um sólido controle operacional das operações com recursos e unidades de operações especiais integradas pelo batalhão. As operações realizadas por 3/3 com base neste modelo provaram ser bem-sucedidas na interrupção da atividade da ACM. A primeira delas, a Operação Spurs (em homenagem ao time de basquete San Antonio Spurs), realizada em fevereiro de 2005, ocorreu no vale Korangal, no distrito de Pech, na província de Kunar. Os Spurs utilizaram Navy SEALs para as duas fases iniciais da operação de cinco fases. Operações semelhantes que se seguiram incluíram a Operação Mavericks (em homenagem ao time de basquete Dallas Mavericks) em abril de 2005, e Operação Celtics (em homenagem ao time de basquete Boston Celtics) em maio de 2005. Essas operações, todas envolvendo Navy SEALs, foram concebidas e planejadas pelo batalhão, sendo as especificidades das fases envolvendo SEALs e planejadas pelos SEALs. Cada operação durou entre três e quatro semanas, o 3/3 planejou e executou aproximadamente uma dessas operações por mês, mantendo um ritmo operacional consistente, com o culminar dos esforços de 3/3 sendo a rendição forçada, em abril de 2005, de um alvo regional (e nacional) de elevado valor, um comandante da ACM conhecido como Najmudeen, que baseava as suas operações no vale Korangal; com a rendição de Najmudeen, a atividade da ACM na região caiu significativamente, contudo, deixou um vácuo de poder na região.
O 3/3 rastreou uma série de grupos ACM conhecidos que eles determinaram estar possivelmente buscando preencher a lacuna de poder na região. O batalhão começou a planejar uma nova operação, provisoriamente chamada de Operação Stars, que recebeu o nome do time de hóquei profissional Dallas Stars (o comandante do batalhão de 3/3, tenente-coronel Norman Cooling, vindo do Texas, portanto, a maioria das operações recebeu nomes de times esportivos do Texas). O Stars, como as outras operações anteriores, concentrou-se em interromper a atividade do ACM, embora a rendição de Najmudeen tenha causado a queda da atividade e grupos específicos tenham sido difíceis de identificar.
Em maio de 2005, o grupo avançado do batalhão irmão do 3/3, o 2/3, chegou ao Comando Regional Leste. Mesmo antes de ser destacado para o Afeganistão, o oficial de inteligência do 2/3, Capitão Scott Westerfield e seus assistentes, estavam rastreando uma pequena célula liderada por um homem chamado Ahmad Shah, com base na informação enviada pelo oficial de inteligência de 3/3. Shah era natural de uma região remota da província de Nangarhar, que faz fronteira com o lado sul da província de Kunar. Shah, determinaram, foi responsável por aproximadamente 11 incidentes contra as forças da coalizão e entidades do governo do Afeganistão, incluindo emboscadas com armas ligeiras e ataques com dispositivos explosivos improvisados (IED). Em junho de 2005, o 2/3 havia substituído 3/3 e, usando o conceito da Operação Stars, desenvolveram uma operação abrangente que chamaram de Operação Red Wings. O objetivo dos Red Wings era interromper as atividades do ACM, com ênfase em interromper as atividades de Ahmad Shah, que estavam baseadas perto do cume do Sawtalo Sar.

### Etapas de planejamento e coleta de inteligência

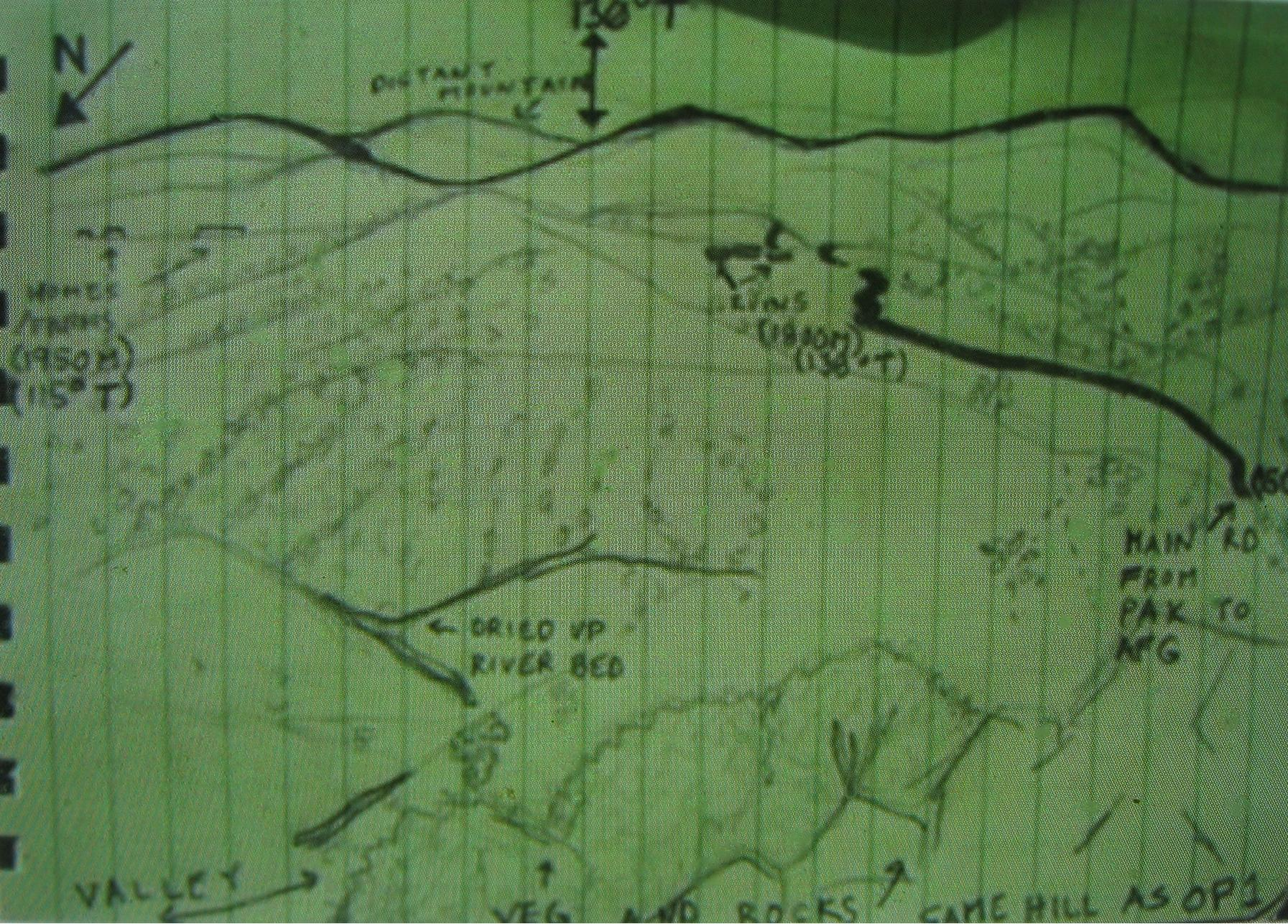
Um mapa da área e plano relacionado à Operação Red Wings

O Estado-Maior do batalhão 2/3 começou a planejar a Operação Red Wings quando chegaram ao Afeganistão. O tenente-coronel Andrew MacMannis, comandante do batalhão 2/3, e seu estado-maior queriam manter o ritmo operacional estabelecido pelo 3/3. O oficial de operações 2/3, Major Thomas Wood, começou a planejar a operação Red Wings em cinco fases com base no modelo da Operação Stars. Durante esse período, o oficial de inteligência do 2/3, Capitão Scott Westerfield, concentrou-se ainda mais em aprender sobre Ahmad Shah. Sua imagem geral de inteligência sobre Shah deu um salto substancial quando o 2º Tenente Regan Turner, comandante de pelotão da "Whiskey Company" de 2/3 - uma weapons company aumentada para funcionar como uma companhia de linha de infantaria, reuniu uma riqueza de informações humanas sobre Shah durante uma patrulha, incluindo seu nome completo: Ahmad Shah Dara-I-nur (Ahmad Shah do Vale dos Iluminados); sua cidade natal, o distrito de Kuz Kunar, na província de Nangarhar; seu pseudônimo principal: Ismael; seu principal aliado: Gulbuddin Hekmatyar, que estava baseado no Campo de Refugiados de Shamshato, perto de Peshawar, Paquistão; o tamanho do seu grupo: entre cinquenta a cem militares; e os seus objetivos: impedir as próximas eleições e tentar ajudar o ressurgente Talibã na região. Embora Shah fosse uma entidade relativamente desconhecida na região, ele aparentemente tinha aspirações regionais e possivelmente contou com a ajuda de Hekmatyar. O 2º Tenente Turner também reuniu várias fotos de Shah.
Mais informações, incluindo inteligência humana e inteligência de sinais, indicou que Shah baseou suas operações em algumas pequenas estruturas fora da vila de Chichal, no alto das encostas da montanha Sawtalo Sar, no vale superior de Korangal, aproximadamente 32 km a oeste da capital da província de Kunar, Asadabad. Usando inteligência de imagens obtidas de um veículo aéreo não tripulado em 17 de junho de 2005, Westerfield identificou prováveis estruturas usadas para abrigar sua equipe, fabricação de IED e vigilância da área abaixo para ataques de IED. A equipe de inteligência identificou quatro áreas de interesse nomeadas contendo estruturas específicas que Shah poderia estar usando. Westerfield e sua equipe determinaram que Shah e seus homens foram responsáveis por aproximadamente 11 incidentes contra entidades governamentais americanas, da coalizão e afegãs, incluindo ataques de IED e emboscadas com armas pequenas. Eles determinaram que Shah e seus homens ocupariam a área de Chichal no final de junho, época de baixa iluminação lunar. A operação exigiria a inserção de forças por helicóptero para isolar a área e procurar Shah e seus homens. Eles procuraram conduzir esta operação à noite, após a identificação positiva de Shah por uma equipe de atiradores de elite do Corpo de Fuzileiros Navais, que entraria na área sob o manto da escuridão algumas noites antes.
Tal como aconteceu com 3/3 antes deles, o 2/3 procurou usar meios das Forças de Operações Especiais para Red Wings, mas, ao contrário do 3/3, procuraram apenas o uso de meios de Aviação de Operações Especiais, especificamente, Aeronaves de Operações Especiais MH-47 do 160º SOAR, não quaisquer forças terrestres. A Força-Tarefa Conjunta Combinada de Operações Especiais – Afeganistão recusou este pedido, afirmando que para que os Red Wings fossem apoiados pela Aviação de Operações Especiais, o batalhão teria que atribuir as fases de abertura da operação às forças terrestres de Operações Especiais. Durante as fases de abertura, os Fuzileiros Navais do 2/3 atuariam como coadjuvantes. Após a conclusão das fases iniciais, o 2/3 poderia se tornar o elemento líder. O batalhão concordou com isso, acreditando, no entanto, que esta estrutura de comando não convencional desafiava um princípio fundamental de operações militares bem-sucedidas: a "unidade de comando". A operação foi apresentada a diversas unidades de Operações Especiais que atuam na área para possível “adesão”. Os SEALs da Marinha dos Estados Unidos, do SEAL Team 10 e do SEAL Delivery Vehicle Team 1 manifestaram interesse.

## Execução da operação
A Operação Red Wings foi planejado como uma operação de cinco fases:
- Fase 1 - Modelagem: Uma equipe de reconhecimento e vigilância SEAL é encarregada de inserir na região dos supostos edifícios seguros de Ahmad Shah, observar e identificar Shah e seus homens e locais específicos, e orientar uma equipe de ação direta da fase dois para as estruturas nas quais Shah e seus homens estão hospedados;
- Fase 2 - Ação sobre o Objetivo: Uma equipe de ação direta do SEAL será inserida pelo MH-47, seguido em breve pelos fuzileiros navais, para capturar ou matar Shah e seus homens;
- Fase 3 – Cordão Externo: Os fuzileiros navais, juntamente com os soldados do Exército Nacional do Afeganistão, devem varrer os vales circundantes em busca de outros supostos insurgentes;
- Fase 4 – Segurança e Estabilização: Nos dias seguintes às três primeiras fases, os fuzileiros navais, os soldados do Exército Afegão e os militares da Marinha fornecerão cuidados médicos à população local e determinarão as necessidades locais, tais como estradas, poços e escolas melhoradas;
- Fase 5 – Exfiltração: Dependendo da atividade inimiga, os fuzileiros navais permanecerão na área por até um mês e depois partirão da área.

Enquanto os fuzileiros navais planejavam a operação geral, os SEALs planejavam as especificidades de suas funções como Red Wings.

### Inserção da equipe SEAL, compromisso e ataque

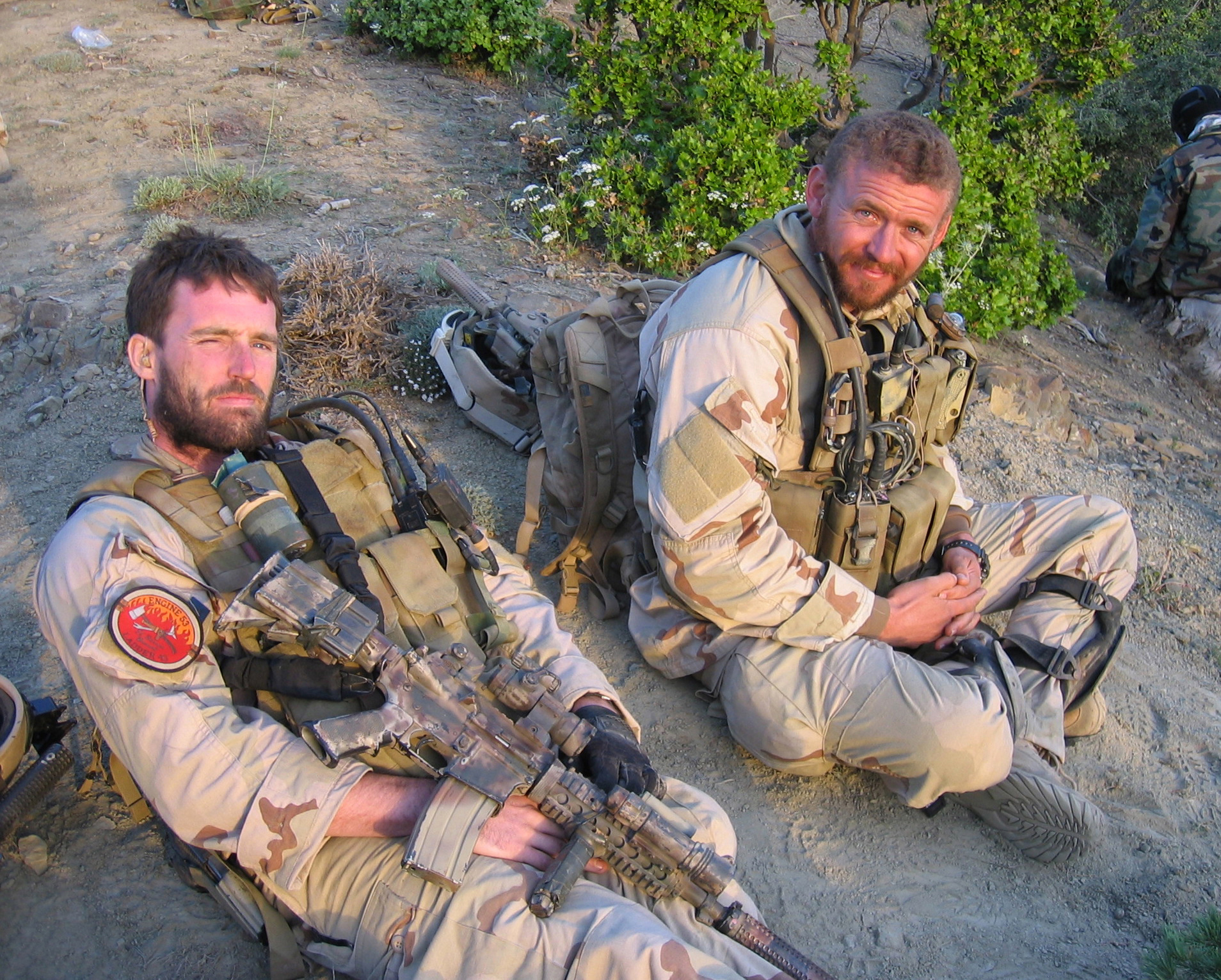
Michael Murphy (à esquerda) com Matthew Axelson, no Afeganistão

Tarde da noite de 27 de junho de 2005, dois helicópteros MH-47 aproximaram-se de Sawtalo Sar. Enquanto uma das aeronaves realizava uma série de "lançamentos de isca" para enganar qualquer observador inimigo, a outra inseriu uma equipe de reconhecimento e vigilância SEAL de quatro homens por meio de corda rápida em uma sela entre Sawtalo Sar e Gatigal Sar. O ponto de inserção ficava a cerca de uma milha e meia da área de interesse nomeada mais próxima. Os membros da equipe eram o líder da equipe, Tenente Michael P. Murphy, da SEAL Delivery Vehicle Team 1, com sede em Pearl Harbor, Havaí; Suboficial de segunda classe Danny Dietz da SEAL Delivery Vehicle Team 2, baseado em Virginia Beach, Virginia; Suboficial de segunda classe Matthew G. Axelson da SEAL Delivery Vehicle Team 1; e o paramédico de segunda classe do Navy Hospital, Marcus Luttrell, da SEAL Delivery Vehicle Team 1. Depois de mudar para uma posição de vigilância coberta pré-determinada, de onde os SEALs poderiam observar as Áreas de Interesse Nomeadas, a equipe foi descoberta por pastores de cabras locais. Determinando que eram civis e não combatentes, Murphy os libertou, de acordo com as regras de engajamento.
A equipe, presumindo que provavelmente ficaria comprometida, recuou para uma posição de reserva. Dentro de uma hora, a equipe de reconhecimento e vigilância SEAL foi atacada por Shah e seus homens que estavam armados com metralhadoras RPK, AK-47, RPG-7 e um morteiro de 82 mm. A intensidade do fogo que se aproximava, combinada com o tipo de ataque, forçou a equipe SEAL a entrar na ravina nordeste de Sawtalo Sar, no lado do vale Shuryek de Sawtalo Sar. Os SEALs fizeram várias tentativas de contatar seu centro de operações de combate com um rádio multibanda AN/PRC-148 e depois com um telefone via satélite. A equipe não conseguiu estabelecer uma comunicação consistente a não ser por um período longo o suficiente para indicar que estava sob ataque. Três dos quatro membros da equipe morreram e o único sobrevivente, Luttrell, ficou inconsciente com várias fraturas e outros ferimentos graves. Ele recuperou a consciência e foi resgatado pelos pashtuns locais, que finalmente salvaram sua vida. No seu estado, sem assistência, provavelmente teria sido morto ou capturado pelos talibãs.

### Red WingsII: operações de busca, resgate, recuperação e presença
Como a equipe de reconhecimento e vigilância do SEAL foi emboscada, o foco da operação mudou imediatamente de interromper a atividade do ACM para encontrar, ajudar e extrair os membros da equipe. A operação ficou conhecida como Operação Red Wings II.
Após a interrupção da transmissão da equipe SEAL, sua posição e situação eram desconhecidas. Membros do SEAL Team 10, fuzileiros navais dos Estados Unidos e aviadores do 160º SOAR estavam preparados para enviar uma força de reação rápida, mas a aprovação para o lançamento do quartel-general superior de operações especiais foi adiada por várias horas. Uma força de reação rápida finalmente foi lançada, consistindo de duas aeronaves de operações especiais MH-47 Chinook do 160º, dois helicópteros convencionais UH-60 Black Hawk do Exército e dois helicópteros de ataque AH-64 Apache. Os dois MH-47 assumiram a liderança. Ao chegar a Sawtalo Sar, os dois MH-47 receberam tiros de armas leves. Durante uma tentativa de inserir SEALs em um dos helicópteros MH-47, um dos homens de Ahmad Shah disparou uma granada propelida por foguete RPG-7 que atingiu a transmissão abaixo do conjunto do rotor traseiro, fazendo com que a aeronave caísse imediatamente no chão. Todos os oito aviadores e tripulantes do 160º SOAR e todos os oito SEALs a bordo foram mortos, incluindo o comandante do 160º, Major Stephen C. Reich, e o comandante terrestre LCDR Erik S. Kristensen, do SEAL Team 10.
O comando e o controle foram perdidos e não foi possível estabelecer contato visual nem de rádio com a equipe SEAL. Neste momento, no final da tarde, nuvens de tempestade se aproximavam da região e as aeronaves retornaram às suas respectivas bases. Uma busca massiva começou, primeiro no solo e depois com meios de aviação que conseguiram recuperar os corpos dos 16 mortos no abate do MH-47. Enquanto isso, Luttrell foi acolhido por um afegão local, Gulab, da vila de Salar Ban, a cerca de 1,1 km da ravina nordeste de Sawtalo Sar, local da emboscada. Depois que a notícia de sua sobrevivência foi recebida, Luttrell e Gulab foram recuperados por Pararescuemen (PJs) da Força Aérea dos Estados Unidos do 59º Esquadrão de Resgate Expedicionário (305º Esquadrão de Resgate implantado) Josh Appel e Chris Piercecchi. Com base nas descrições da área por Luttrell, Appel e Piercecchi retornaram ao local da batalha dois dias depois e recuperaram os restos mortais de Dietz, Murphy e Axelson.

### Afegãos que ajudaram Luttrell
Nos anos que se seguiram à Operação Red Wings, mais detalhes surgiram sobre as circunstâncias que cercaram a sobrevivência de Luttrell, incluindo o fato de ele ter recebido refúgio dos moradores locais. Muitos dos detalhes sobre os afegãos que ajudaram Luttrell foram relatados incorretamente na imprensa americana nos dias seguintes aos acontecimentos.
O tiroteio dos SEALs com as forças talibãs de Ahmad Shah começou ao longo de uma cordilheira de alta altitude chamada Sawtalo Sar (cujo pico mais alto é 2.830 m). Uma descida pelo lado leste da cordilheira leva ao Vale Shuryek. A ravina nordeste onde os SEALs ficaram presos ficava nesta direção, acima da vila de Salar Ban. A oeste da cordilheira de Sawtalo Sar fica o vale Korangal. Enquanto o ferido Luttrell descia a ravina, ele encontrou um pashtun chamado Mohammad Gulab Khan, da vila montanhosa de Salar Ban. Conhecido simplesmente como Gulab ele levou Luttrell para sua casa naquele primeiro dia de acordo com o costume Pashtunwali de Nanawatai, por meio do qual o asilo é concedido a uma pessoa para protegê-la de seus inimigos. Gulab então invocou a ajuda de outros moradores para ajudar a proteger Luttrell até que as forças americanas pudessem ser contatadas.
Não muito antes da Operação Red Wings, as relações com os americanos melhoraram no vale Shuryek e na região do grande rio Pech devido ao trabalho humanitário realizado. Foram prestados serviços médicos e construída uma escola para meninas em Nangalam. Gulab estava ciente desses acontecimentos e se apresentou ao comandante da Marinha em Nangalam, Matt Bartels, quando visitou Matin. Foi em parte por causa dessa boa vontade que Gulab deu refúgio a Luttrell. O líder talibã, Ahmad Shah, sabia que o homem ferido que ele perseguia devia ter passado pela aldeia de Salar Ban enquanto descia a colina. Através da intimidação, Shah conseguiu descobrir qual casa abrigava o ferido e exigiu que ele fosse entregue. No entanto, Gulab invocou a ajuda de outros aldeões para proteger Luttrell até que as forças americanas pudessem ser contatadas. Shah não podia arriscar uma luta naquela fase, pois estava em menor número. É provável que Luttrell teria sido entregue ao Talibã se tivesse descido para Korangal em vez de Shuryek.
Luttrell escreveu uma nota e pediu que fosse levada à base americana em Asadabad. Como Gulab já havia se encontrado com o comandante da Marinha baseado em Nangalam, ele pediu a um homem mais velho, Shina, de outra parte da vila de Salar Ban, que fizesse a jornada com o bilhete para a base em seu lugar e deu-lhe 1.000 afeganes (cerca de vinte dólares americanos) para a viagem. Isso exigiu uma viagem mais longa pelas trilhas do vale Shuryek até Matin, onde ele alugou um táxi para dirigir pela estrada Pech até Nangalam. Quando Shina chegou à base em Nangalam no meio da noite, ele se encontrou com o comandante e contou a história de um soldado americano ferido em sua aldeia. Ele então lhe entregou o bilhete que Luttrell havia escrito. Nas semanas seguintes ao resgate de Marcus Luttrell, Gulab e sua família receberam ameaças do Talibã e foram realocados para Asadabad.

### Baixas americanas
| Nome                       | Idade      | Ação                                                     | Cidade Natal                  |
| Navy SEALs                 | Navy SEALs | Navy SEALs                                               | Navy SEALs                    |
| -------------------------- | ---------- | -------------------------------------------------------- | ----------------------------- |
| LT Michael P. Murphy       | 29         | Parte da equipe SEAL de 4 homens, morta em uma emboscada | Patchogue, Nova York          |
| SO2 Matthew Axelson        | 29         | Parte da equipe SEAL de 4 homens, morta em uma emboscada | Cupertino, Califórnia         |
| SO2 Danny Dietz            | 25         | Parte da equipe SEAL de 4 homens, morta em uma emboscada | Littleton, Colorado           |
| SOC Jacques J. Fontan      | 36         | Morto a bordo do helicóptero quando foi abatido          | Nova Orleães, Louisiana       |
| SOCS Daniel R. Healy       | 36         | Morto a bordo do helicóptero quando foi abatido          | Exeter, Nova Hampshire        |
| LCDR Erik S. Kristensen    | 33         | Morto a bordo do helicóptero quando foi abatido          | San Diego, Califórnia         |
| SO1 Jeffery A. Lucas       | 33         | Morto a bordo do helicóptero quando foi abatido          | Corbett, Oregon               |
| LT Michael M. McGreevy Jr. | 30         | Morto a bordo do helicóptero quando foi abatido          | Portville, Nova York          |
| SO2 James E. Suh           | 28         | Morto a bordo do helicóptero quando foi abatido          | Deerfield Beach, Flórida      |
| SO1 Jeffrey S. Taylor      | 30         | Morto a bordo do helicóptero quando foi abatido          | Midway, Virgínia Ocidental    |
| SO2 Shane E. Patton        | 22         | Morto a bordo do helicóptero quando foi abatido          | Boulder City, Nevada          |
| 160th SOAR                 |            |                                                          |                               |
| SSG Shamus O. Goare        | 29         | Morto a bordo do helicóptero quando foi abatido          | Danville, Ohio                |
| CWO3 Corey J. Goodnature   | 35         | Morto a bordo do helicóptero quando foi abatido          | Clarks Grove, Minnesota       |
| SGT Kip A. Jacoby          | 21         | Morto a bordo do helicóptero quando foi abatido          | Pompano Beach, Flórida        |
| SFC Marcus V. Muralles     | 33         | Morto a bordo do helicóptero quando foi abatido          | Shelbyville, Indiana          |
| MSG James W. Ponder III    | 36         | Morto a bordo do helicóptero quando foi abatido          | Franklin, Tennessee           |
| MAJ Stephen C. Reich       | 34         | Morto a bordo do helicóptero quando foi abatido          | Washington Depot, Connecticut |
| SFC Michael L. Russell     | 31         | Morto a bordo do helicóptero quando foi abatido          | Stafford, Virginia            |
| CWO4 Chris J. Scherkenbach | 40         | Morto a bordo do helicóptero quando foi abatido          | Jacksonville, Florida         |

## Consequências
Ahmad Shah e seu grupo recuperaram uma grande quantidade de armas, munições e outros materiais, incluindo três carabinas SOPMOD M4 equipadas com lançadores de granadas M203 de 40 mm, um laptop robusto com um disco rígido intacto contendo mapas de embaixadas em Cabul, dispositivos de visão noturna e uma mira de observação de atiradores, entre outros itens da equipe de reconhecimento e vigilância SEAL, itens que poderiam então usar contra entidades governamentais americanas, da coalizão e afegãs. Shah tinha dois cinegrafistas com ele durante a emboscada e a As-Sahab Media divulgou o vídeo da emboscada e imagens dos itens recuperados dos SEALs.
Uma grande quantidade de recursos foi dedicada às operações de busca, resgate e recuperação do Red Wings II. Como resultado, Ahmad Shah e os seus homens deixaram a região e reagruparam-se no Paquistão. Durante as semanas seguintes do Red Wings II, unidades terrestres de 2/3 realizaram uma série de patrulhas, assim como membros do Exército Afegão, unidades de Operações Especiais do Exército e unidades de Operações Especiais da Marinha. Estas "operações de presença" atingiram o objetivo de interromper a atividade da ACM, mas com grande custo, e após a exfiltração das tropas, Ahmad Shah e a sua célula reforçada conseguiram regressar à área semanas depois.
A atenção significativa da mídia internacional concentrou-se na emboscada e no abate do MH-47. O tamanho do grupo de Shah aumentou à medida que mais combatentes se juntaram às suas fileiras. Com a retirada das tropas americanas e da coalizão no final do Red Wings II, Shah e seu grupo conseguiram retornar à província de Kunar e iniciar os ataques novamente. Alguns sobreviventes da missão de resgate, Operação Red Wings II, relataram sofrer de Transtorno de estresse pós-traumático (TEPT).
A "sequela" da missão original, Operação Red Wings, foi a Operação Whalers, que foi planejada e executada pelo 2/3 em agosto de 2005. Durante a Operação Whalers, o grupo de Shah na província de Kunar foi neutralizado e Shah ficou gravemente ferido. Em abril de 2008, Shah foi morto durante um tiroteio com a polícia paquistanesa em Khyber Pakhtunkhwa.

## Comemoração

### Honras

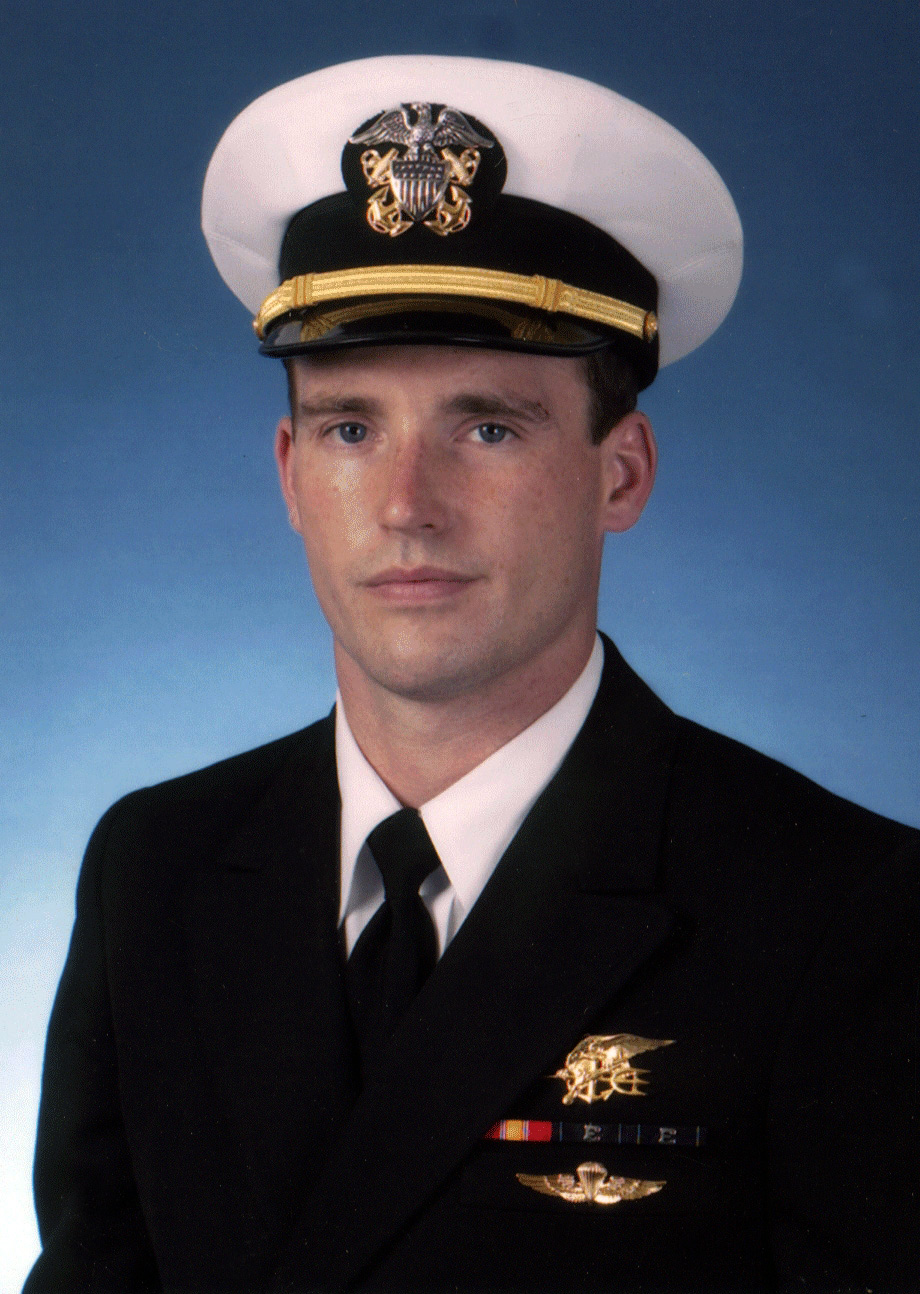
Tenente Michael P. Murphy, da Marinha, ganhador póstumo da Medalha de Honra

Em 13 de setembro de 2006, Dietz e Axelson foram condecorados postumamente com a Cruz da Marinha por "coragem destemida" e heroísmo. Luttrell também foi condecorado com a Cruz da Marinha, em cerimônia na Casa Branca. Em 2007, Murphy foi condecorado postumamente com a Medalha de Honra por suas ações durante a batalha.
Em 28 de junho de 2008, Luttrell e os familiares dos soldados mortos no exterior foram homenageados em um jogo do San Diego Padres. Além disso a Equipe de Paraquedas da Marinha dos Estados Unidos, Leap Frogs, trouxeram a bandeira americana, a bandeira POW/MIA e a bandeira do San Diego Padres. Os participantes foram aplaudidos de pé pelos mais de 25.000 presentes para assistir ao jogo.
Todos os homens comandados por Murphy foram condecorados com a Cruz da Marinha, tornando a unidade a mais condecorada da história dos SEALs.

### Memoriais

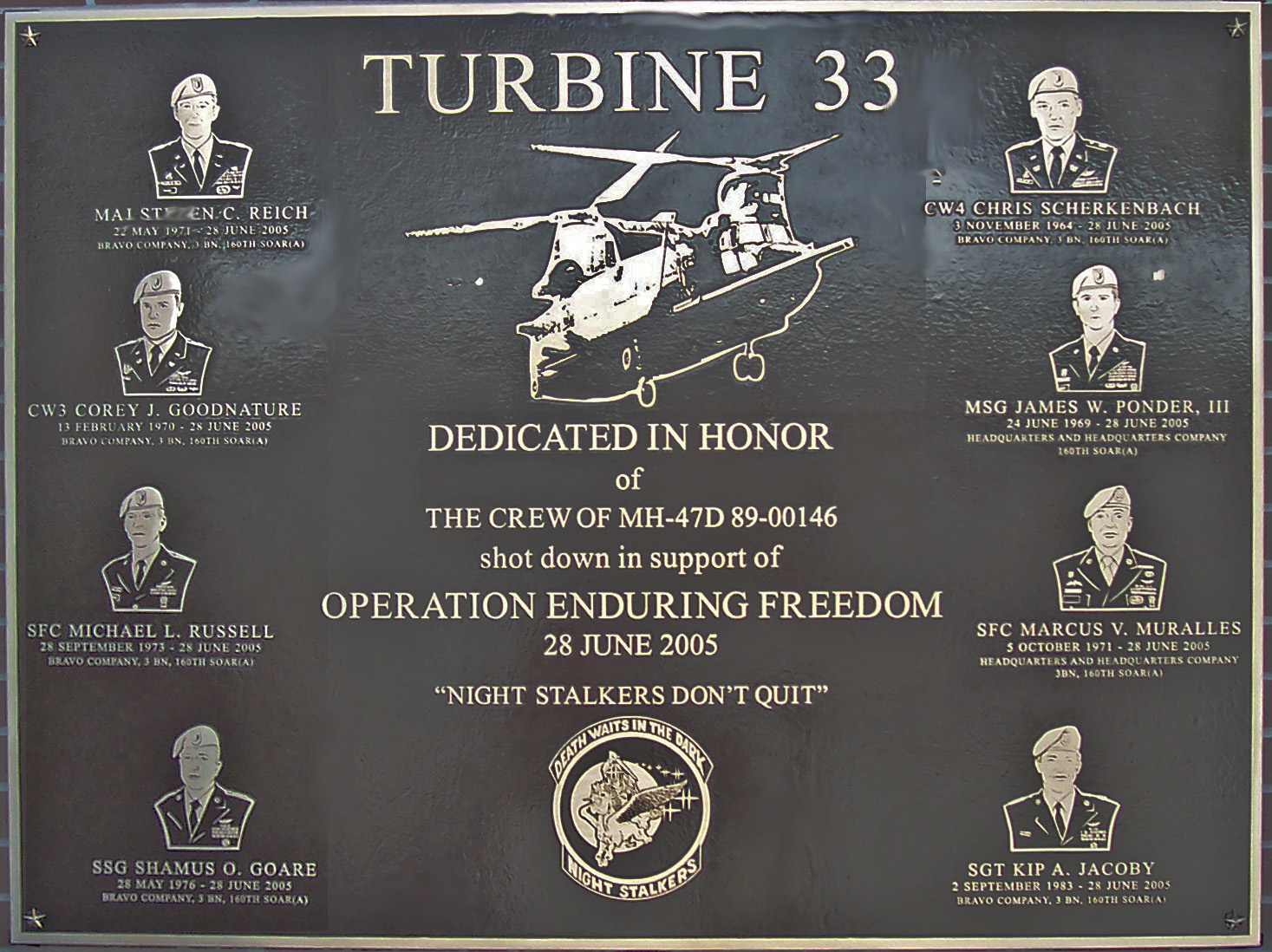
Placa memorial em memória dos Night Stalkers do Exército mortos na Operação Red Wings

O escultor W. Stanley Proctor esculpiu uma obra para o Veteran's Memorial Park em Cupertino, Califórnia, chamado The Guardians, que homenageia os SEALS mortos na operação. É um dos primeiros memoriais esculpidos para aqueles que serviram na Guerra do Afeganistão. Foi inaugurado pelo Secretário da Marinha dos Estados Unidos, Donald Winter, em novembro de 2007. A escultura retrata Matthew Axelson e James Suh com equipamento de combate completo. Proctor deu sua opinião ao Tallahassee Democrat de que este é "meu melhor trabalho até agora". Por causa de sua devoção escrupulosa às representações realistas de humanos, Proctor foi a escolha pessoal da família de Axelson para o projeto, e eles fizeram essa recomendação ao comitê.

## Informação contestada
Tem havido algum conflito sobre o número de forças talibãs envolvidas no combate. No relatório oficial pós-ação do próprio Luttrell apresentado a seus superiores após seu resgate, ele estimou o tamanho da força talibã em cerca de 20-35 combatentes. Luttrell afirma em seu livro que durante o briefing sua equipe foi informada de que cerca de 80 a 200 combatentes deveriam estar na área. A informação inicial estimou aproximadamente 10 a 20. Relatórios oficiais da mídia militar estimaram o tamanho da força talibã em cerca de 20 também, enquanto na citação da Medalha de Honra para Murphy, a Marinha citou 30-40 inimigos. No Resumo de Ação relacionado à mesma citação, a Marinha cita uma “força inimiga de mais de 50 milícias anticoalizão”. Em seu livro Victory Point: Operations Red Wings and Whalers – the Marine Corps' Battle for Freedom in Afeganistão, o jornalista militar Ed Darack cita um relatório da inteligência militar afirmando que a força da força Talibã é de 8–10. A estimativa da inteligência militar citada por Darack é baseada em pesquisas provenientes de relatórios de inteligência, incluindo estudos aéreos e de testemunhas oculares do campo de batalha após o fato, incluindo os homens enviados para resgatar Luttrell, bem como relatórios da inteligência afegã.
A alegação no livro de Luttrell de que Murphy considerou e colocou à votação a possível execução de civis desarmados que tropeçaram na equipe SEAL foi criticada e rejeitada por muitos como ficção. Em um artigo de Sean Naylor, correspondente do Army Times, o porta-voz do Comando de Guerra Especial da Marinha, tenente Steve Ruh, afirmou que com relação à tomada de decisões de comando em campo, "Sejam oficiais ou alistados, o veterano tem, em última análise, a autoridade final". E no que diz respeito à votação sobre a execução ou não de civis desarmados, ele admitiu: "Esta é a primeira vez que ouço falar de algo submetido a votação como essa. Em meus 14 anos de experiência na Marinha, nunca vi ou ouvi falar de algo assim".
No artigo de 12 de junho de 2007, "Survivor's book dishonors son's memory", de Michael Rothfeld no Newsday, o pai de Murphy, Dan, afirma que o tenente nunca teria considerado executar civis desarmados, muito menos colocar em votação uma decisão tão grave (em referência ao suposto voto de execução de moradores locais desarmados). O protocolo militar, a doutrina militar internacional e dos Estados Unidos e as regras de combate proíbem estritamente ferir civis não combatentes desarmados, com uma das regras específicas de combate em vigor na época afirmando: "Civis não são alvos!".

## Cultura popular

### Literatura
- A autobiografia de Marcus Luttrell, intitulada Lone Survivor: The Eyewitness Account of Operation Red Wings and the Lost Heroes of SEAL Team 10, de 2007.[8]

### Filme
- O filme americano Lone Survivor (2013), estrelado por Mark Wahlberg, é baseado no livro de Luttrell.[55]